# Поиск сокровищ (игра)

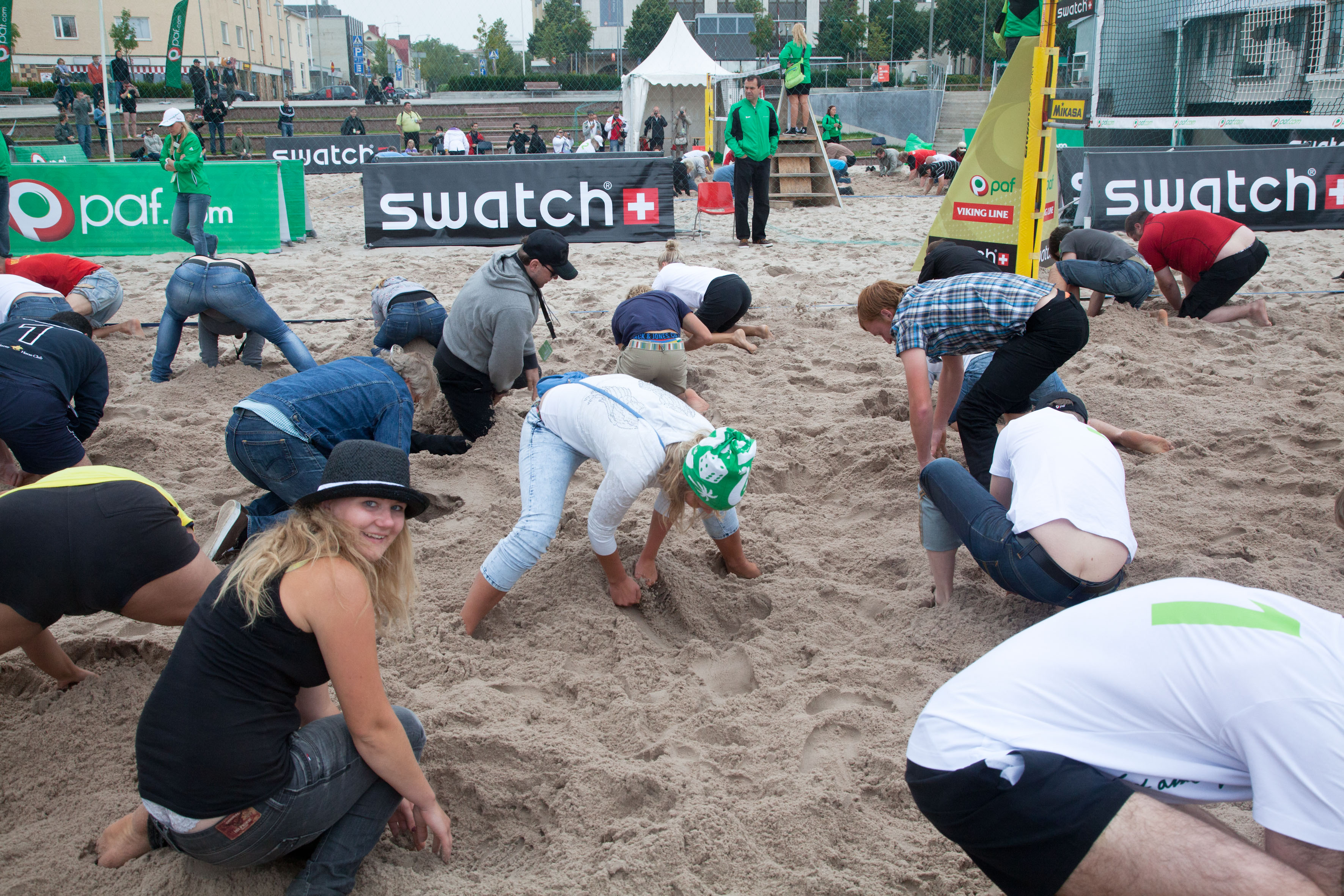
Игроки ищут закопанное в песке сокровище

Игра поиск сокровищ (кэшинг) — вид развлечения, заключающийся в поиске заранее созданных тайников и извлечению оттуда спрятанных предметов. 

## Варианты игры
Самым простым вариантом кэшинга является детская игра «холодно-горячо». В современных вариантах местонахождение тайника может быть зашифровано при помощи загадок (часто такие задания являются элементами соревнований по городскому ориентированию).
Также существует геокэшинг и многочисленные его аналоги, которые подразумевают указание географического названия или географических координат тайника.
Очень популярна в Японии.